# Жах перед Різдвом
«Жах перед Різдвом» (англ. The Nightmare Before Christmas) — музичний мультфільм Генрі Селіка, знятий у техніці лялькової анімації у жанрі темне фентезі, що побачив світ 29 жовтня 1993 року. Персонажі та сюжет створено на основі ідей Тіма Бертона, який виступив продюсером. Пісні та музику до фільму написав Денні Ельфман, який також озвучував вокал Джека Скеллінгтона.
Компанія «Walt Disney Animation Studios» випустила мультфільм через свій підрозділ «Touchstone Pictures», бо вважала, що він занадто темний та моторошний для дітей. Фільм був фінансово успішним та отримав дуже схвальні відгуки від критиків. Був номінований та отримав декілька нагород, серед яких номінація на премію «Оскар» за найкращі візуальні ефекти.

## Сюжет
Місто Хелловін — це фентезійний світ, у якому живуть деформовані монстри, привиди, гулі, зомбі, гобліни, мумії, упирі, вовкулаки та відьми. Джек Скеллінгтон, «Гарбузовий король» та лідер міста, керує організацією щорічного святкування Хелловіна. Але Джеку здається рутиною все те, що вони влаштовують рік за роком, тому йому хочеться чогось нового.
Зранку після Хелловіна Джек, тиняючись лісом, натикається на сім дерев, у яких є двері з символами різних свят. Джек відкриває прохід по міста Різдва. Зачарований незнайомим святом, він повертається до свого міста та показує його мешканцям свої знахідки, але вони не розуміють традицій та ідей Різдва та порівнюють їх зі своїм розумінням Хелловіна. Джек усамітнюється у своїй вежі, щоб вивчати Різдво та знайти спосіб раціонально його пояснити, але йому це не вдається. Врешті-решт він вирішує, що це несправедливо, що лише місто Різдва насолоджується цим святом, і він оголошує, що цього року місто Хелловіна буде організовувати святкування Різдва.
Джек роздає мешканцям міста Хелловін різноманітні Різдвяні завдання, серед яких співи колядок, загортання подарунків та майстрування санчат, які тягне олень-скелет. Саллі, вродлива лялька-мотанка, таємно закохана у Джека. Вона розуміє, що усі його зусилля призведуть до катастрофи, але він не звертає на неї уваги та дає їй завдання зшити йому червоне пальто. Також він доручає трійці місцевих хуліганів Шиту, Крито та Кориту викрасти Санта-Клауса та привезти його до міста Хелловіна. Джек говорить Санті, що цього року він займається організацією Різдва, та наказує трійці тримати Санту у безпечному місці. Але вони замість цього привозять його до страшного лиходія Угі-Бугі, який змушує Санту грати у смертельно небезпечну гру. Саллі намагається врятувати Санту, щоб той міг зупинити Джека, але Угі-Бугі хапає і її.
Джек вирушає розвозити подарунки по світу, але Хелловінські витвори лякають та атакують людей. Внаслідок занепокоєння поведінкою «Санти», військові вживають заходів та збивають Джека, який падає на кладовище. Він розуміє, що перетворив святкування Різдва на катастрофу, але все одно вважає, що це був гарний досвід, який допоміг йому відродити свою любов до Хелловіна. Джек повертається до свого міста та знаходить лігво Угі-Бугі, який намагається вбити Джека. Але той тягне за нитку, що тримає разом тканину, яка формує Угі-Бугі, внаслідок чого той розпадається на величезну купу жуків, які падають до казана Угі-Бугі та помирають. Джек вибачається перед Сантою, який каже, що може все виправити та повертається до міста Різдва. Санта замінює Хелловінські подарунки на справжні, а тим часом мешканці міста Хелловін святкують повернення Джека. Пізніше Санта відвідує місто Хелловін та приносить його мешканцям справжній снігопад. На кладовищі Джек і Саллі зізнаються у коханні один одному.

## Персонажі
| Ім'я українською мовою | Ім'я мовою оригіналу    | Озвучення                                  | Опис персонажа |
| ---------------------- | ----------------------- | ------------------------------------------ | --- |
| Джек Скеллінгтон       | Jack Skellington        | Кріс Сарандон (мова) Денні Ельфман (вокал) | Скелет, також знаний як «Гарбузовий король» (англ. Pumpkin King) міста Хелловін, відповідальний за організацію цього свята. Популярний серед мешканців міста, через свою приємну особистість та готовність допомогти. Носить чорний смугастий костюм та краватку, яка виглядає, як чорний кажан. Має собаку-привида на ім'я Зеро (англ. Zero), у якого маленький ліхтар Джека на носі. Закохується у Саллі. |
| Саллі                  | Sally                   | Кетрін О'Хара                              | Лялька-мотанка, створена доктором Фінкльштейном. Вона вродлива, любляча, турботлива та сором'язлива. Вона — токсиколог-аматор, за допомогою різних видів отрути намагається втекти від Фінкльштейна. Часто розвалюється на частини, що змушує її пришивати їх назад. Закохана у Джека. |
| Доктор Фінкльштейн     | Doctor Finklestein      | Вільям Гіккі                               | Блідий божевільний вчений, його череп відкривається зверху так, що видно мізки, користується моторизованим інвалідним візком. Створив Саллі, яку тримає у неволі. Має велику обсерваторію та горбатого помічника Ігора (англ. Igor). |
| Мер міста Хелловін     | Mayor of Halloween Town | Гленн Шадікс                               | Завзятий лідер міста, який проводить міські збори. Має два обличчя. Його настрій швидко змінюється з щасливого на розгніваний, внаслідок чого його голова повертається расним або сумним обличчям. |
| Угі-Бугі               | Oogie Boogie            | Кен Пейдж                                  | Злий лиходій міста Хелловін та головний антагоніст мультфільму, який має пристрасть до азартних ігор. Своїм виглядом нагадує великий мішок. Наприкінці мультфільму виявляється, що по суті він є колонією жуків, загорнутою у мішок. |
| Санта-Клаус            | Santa Claus             | Ед Айворі                                  | Лідер міста Різдва, відповідальний за щорічну організацію святкування Різдва, під час якого розвозить подарунки дітям по усьому світу. |
| Шито                   | Lock                    | Пол Рубенс                                 | Один з трьох підручних Угі-Бугі та їх лідер. Не завжди продумує все до кінця, йому просто подобається бути головним. Носить костюм червоного диявола. |
| Крито                  | Shock                   | Кетрін О'Хара                              | Єдина дівчина серед трьох підручних Угі-Бугі. Найстарша, найхитріша та найрозумніша серед них. Носить фіолетовий костюм відьми, інколи з мітлою. |
| Корито                 | Barrel                  | Денні Ельфман                              | Найглупіший серед трьох підручних Угі-Бугі. Носить костюм скелета. |

## Нагороди та номінації
- 1994 — номінація на премію «Оскар» за найкращі візуальні ефекти
- 1994 — премія «Сатурн» за найкращий фільм-фентезі
- 1994 — премія «Сатурн» за найкращу музику (Денні Ельфман)
- 1994 — номінація на премію «Сатурн» за найкращу режисуру (Генрі Селік)
- 1994 — номінація на премію «Сатурн» за найкращі спецефекти
- 1994 — номінація на премію «Золотий глобус» за найкращу музику до фільму (Денні Ельфман)
- 1994 — номінація на премію «Г'юго» за найкращу драматичну постановку

## Виробництво

### Розвиток
Тім Бертон зростав у Бербанку, Каліфорнія, і в дитинстві відчував себе самотнім, тому був дуже зачарований святами, зокрема Різдвом та Хелловіном. Після завершення мультфільму «Вінсент» у 1982 році, Бертон, який тоді працював на «Walt Disney Animation Studios», написав вірш на три сторінки під назвою «Жах перед Різдвом», на який його надихнули «Олень Рудольф з червоним носом», «Як Ґрінч украв Різдво!» та вірш «Різдвяний гість». Бертон мав намір адаптувати свій вірш у телевізійний фільм, у якому текст читав би його улюблений актор Вінсент Прайс, але також розглядав і інші варінти, зокрема книгу для дітей. Він створив концепт-арт та розкадрування для цього проєкту з Ріком Гейнрічзом, який також створив скульптурні моделі персонажів. Після цього Бертон показав їхні напрацювання Генрі Селіку, який також працював художником-аніматором у студії «Disney». Після успіху «Вінсента» у 1982 році, «Disney» почала розглядати можливість розробки «Жаху перед Різдвом» у вигляді короткого фільму або святкового 30-хвилинного телефільму. Однак, проєкт урешті-решт зупинився, бо компанії його атмосфера видавалася надто дивною. Студія «Disney» не могла запропонувати багато роботи у такому похмурому та не досить популярному стилі, Бертона було звільнено зі студії у 1984 році. після чого він працював над такими комерційно успішними фільмами як «Жучий сік» та «Бетмен».
Протягом багатьох років, Бертон продовжував думати про цей проєкт. 1990 року він дізнався, що студія «Disney» все ще володіє правами на цей фільм. Бертону та Селіку доручили зняти повнометражний фільм, з останнім у якості режисера. Студія дуже чекала виходу «Жаху», який мав показати технічні досягнення, які вже були присутні у «Хто підставив кролика Роджера». «Жах» став третім поспіль фільмом Бертона, у якому є Різдво. Він не міг режисерувати «Жах», бо на той час працював над фільмом «Бетмен повертається» і не хотів бути втягнутим у дуже повільний процес лялькової анімації. Спочатку Бертон хотів, щоб сценаристом став Майкл Макдавелл, з яким він працював над фільмом «Жучий сік», але в них виникли творчі розбіжності, які переконали Бертона зняти музичний фільм з композитором Денні Ельфманом, з яким він часто співпрацює. Бертон та Ельфман написали приблизний сюжет та дві третіх пісень фільму. Ельфман сказав, що писати ці одинадцять пісень було однією з найпростіших його робіт, бо він мав багато спільного з Джеком Скеллінгтоном. Керолайн Томсон написала сценарій фільму, але Селік сказав, що від її роботи залишилось небагато, бо вона була дуже зайнята з іншими фільмами, а вони постійно переписували та візуально змінювали «Жах».

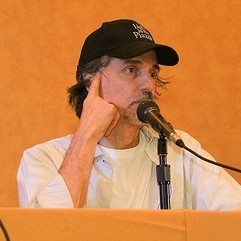
, голос Джека Скеллінгтона

### Знімання
Селік з командою розпочали знімання у липні 1991 року у Сан-Франциско, Каліфорнія. У процесі брали участь понад 120 працівників та використовувалося 20 сцен для звукозапису. Студія «Disney» найняла Джо Ранфта керівником розкадровки, а Еріка Лейтона керівником анімації. На піку виробництва для знімання одночасно використовувалося 20 незалежних сцен. Було зроблено 227 ляльок, а у Джека Скеллінгтона було приблизно чотири сотні голів, які дозволяли демонструвати всі можливі емоції. У Саллі було десять типів обличчя.
На команду вплинули твори Рея Гаррігаузена, Владислава Старєвіча, Едварда Горі, Чарльза Аддамса, Яна Леніца, Френсіса Бекона та Василя Кандинського. Селік сказав, що місто Хелловін було виконано у німецькому експресіонізмі, а місто Різдва у стилі Доктора С'юза.
Для читання прологу фільму розглядали таких акторів як Вінсент Прайс, Дон Амічі та Джеймс Ерл Джонс, але їх не вдалося найняти, тому продюсери запросили місцевого актора озвучування Еда Айворі (англ. Ed Ivory). Озвучуванням Джека Скеллінгтона спочатку займався Денні Ельфман, який записав виконання всіх пісень. Кріса Сарандона найняли читати розмови Джека, бо його голос був схожий на Ельфмана.
Згідно слів Селіка, Тім Бертон майже не брав участі у зніманні у Сан-Франциско. Він приїздив п'ять разів за два роки та провів там не більше 8-10 днів.

## Можливе продовження
2001 року «The Walt Disney Company» почала розглядати можливість продовження, в якому замість лялькової анімації буде використана комп'ютерна анімація. Тім Бертон переконав студію у тому, що це погана ідея. Він пояснив це так:
|  | Я завжди дуже захищав «Жах» від створення продовжень та чогось на кшталт цього, ви розумієте, «Джек відвідує світ Дня подяки» та таке інше, тільки тому, що я відчував, що фільм має чистоту та людей, яким це подобається... Тому що це виріб масового ринку, було дуже важливо зберегти його чистоту.Оригінальний текст (англ.) I was always very protective of Nightmare not to do sequels or things of that kind, you know, 'Jack visits Thanksgiving world' or other kinds of things just because I felt the movie had a purity to it and the people that like it... Because it's a mass-market kind of thing, it was important to kind of keep that purity of it. |

Відеогра «The Nightmare Before Christmas: Oogie's Revenge» (укр. Жах перед Різдвом: Помста Угі) все-таки продовжила історію фільму. Розробники гри з корпорації «Capcom» радилися з Бертоном з цього приводу та співпрацювали з артдиректором фільму Діном Тейлором.
2009 року Генрі Селік сказав, що зняв би продовження мультфільму, якщо вони з Бертоном змогли би вигадати для цього гарну історію.